# Sam Collins
Sam Collins (11 août, 1887 - 20 octobre, 1949), aussi connu sous le nom de Crying Sam Collins, était un guitariste et chanteur de blues américain.
Il est né en Louisiane à la fin du XIXe siècle et grandi dans l'État du Mississippi ce qui fait de lui un musicien du Delta blues. Dès 1924 il jouait régulièrement dans les bars locaux, souvent avec King Solomon Hill avec qui il partageait la technique du falsetto pour le chant (tout comme Skip James et de la guitare slide. Il fut enregistré pour la première fois par Gennett Records, avec Yellow Dog Blues en 1927, et il enregistra une nouvelle session en 1931, avec notamment le magnifique Lonesome Road Blues. Il fut l'un des premiers musiciens de Delta blues à être compilé sur 45 tours. Vers la fin des années 1930, il déménagea à Chicago, et y mourut en 1949.

## Discographie
1927, Richmond
- "Yellow Dog Blues"
- "Loving Lady Blues"
- "The Jailhouse Blues"
- "Riverside Blues"
- "Devil In The Lion's Den"
- "Dark Cloudy Blues"
- "Pork Chop Blues"]
- "I Want To Be Like Jesus In My Heart"
- "Lead Me All The Way"
- "Midnight Special Blues"
- "Do That Thing"
- "Hesitation Blues"
- "It Won't Be Long Now"
- "The Worried Man Blues"
- "The Moanin' Blues"
- "My Road Is Rough And Rocky"

1931, New York City
- "New Salty Dog"
- "Slow Mama Slow"
- "Lonesome Road Blues"
- "Graveyard Digger's Blues"
- "Signifying Blues"
- "I'm Still Sitting On Top Of The World"